# Väckesjön
Väckesjön är en sjö i Sundsvalls kommun i Medelpad och ingår i Indalsälvens huvudavrinningsområde. Sjön är 24,5 meter djup, har en yta på 0,611 kvadratkilometer och befinner sig 267,8 meter över havet. Vid provfiske har abborre, nors och sik fångats i sjön.

## Delavrinningsområde
Väckesjön ingår i det delavrinningsområde (695492-155139) som SMHI kallar för Ovan VDRID = Kvarnån i Indalsälvens vattendragsyta. Medelhöjden är 194 meter över havet och ytan är 12,98 kvadratkilometer. Räknas de 2380 avrinningsområdena uppströms in blir den ackumulerade arean 25 410,07 kvadratkilometer. Avrinningsområdets utflöde Indalsälven mynnar i havet. Avrinningsområdet består mestadels av skog (66 procent). Avrinningsområdet har 1,35 kvadratkilometer vattenytor vilket ger det en sjöprocent på 10,4 procent. Bebyggelsen i området täcker en yta av 0,67 kvadratkilometer eller 5 procent av avrinningsområdet.